# Bilingual Today, French Tomorrow
Bilingual Today, French Tomorrow: Trudeau's Master Plan and How it Can be Stopped (anglais: Aujourd'hui bilingue, français demain : Le complot de Trudeau et comment on peut l'arrêter) est un livre controversé publié en 1977. L'auteur, Jock V. Andrew, officier naval canadien retraité, y alléguait que la politique de bilinguisme officiel du premier ministre Pierre Eliott Trudeau était un complot pour transformer le Canada en pays unilingue francophone en instituant une discrimination linguistique contre les Canadiens anglophones.
Le livre a inspiré la formation du groupe Alliance pour la préservation de l'anglais au Canada.